# Saint-Cricq-Villeneuve

Saint-Cricq-Villeneuve este o comună în departamentul Landes din sud-vestul Franței. În 2009 avea o populație de 439 de locuitori.

## Evoluția populației
| An        | 1975 | 1982 | 1990 | 1999 | 2006 | 2009 |
| --------- | ---- | ---- | ---- | ---- | ---- | ---- |
| Populație | 290  | 313  | 365  | 406  | 424  | 439  |